# Rondeletia rohrii
Rondeletia rohrii är en måreväxtart som beskrevs av Robert Orchard Williams och Ernest Entwistle Cheesman. Rondeletia rohrii ingår i släktet Rondeletia och familjen måreväxter. Inga underarter finns listade i Catalogue of Life.